# 真昌郡
真昌郡，中国南北朝时设置的郡。
北周置真昌郡，治所在比阳县（今河南省泌阳县）。比阳县原属西郢州、鸿州，真昌郡隶属于淮州，下辖比阳县一县。隋朝开皇三年（583年），废除真昌郡，比阳县直属淮州。